# Alcelaphus lichtensteinii
Alcelaphus lichtensteinii là một loài động vật có vú trong họ Bovidae, bộ Artiodactyla. Loài này được Peters mô tả năm 1849.

## Hình ảnh

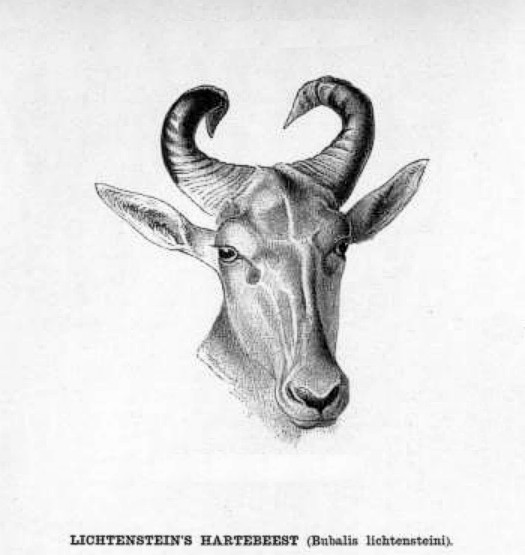